# Svenska Theatern i Humlegården
Ej att förväxla med Nya Theatern i Humlegården

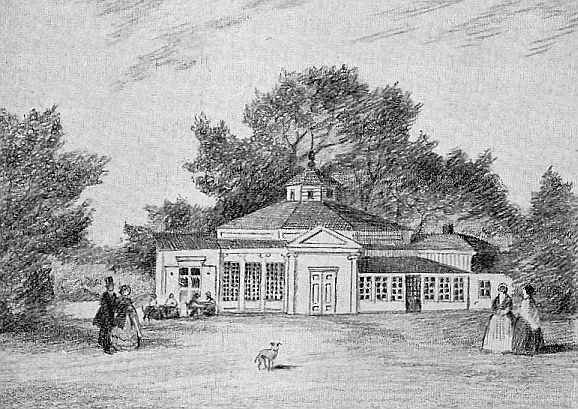
Rotundan där Stenborgs Sällskap uppträdde under 1700-talet

Svenska Theatern i Humlegården, även kallad Humlegårdsteatern, var en teater verksam i Humlegården i Stockholm mellan 1773 och 1780. Det var den första teatern i Stockholm med detta namn.  Det var en av Stockholms huvudattraktioner under den gustavianska tiden. 
Svenska Theatern öppnade 1773 av Stenborgs Sällskap under ledning av Petter Stenborg i paviljongen Rotundan i Humlegården. Stenborgs teatersällskap hade uppträtt i olika tillfälliga lokaler runtomkring Stockholm i decennier, och att slutligen finna en permanent teaterlokal beskrivs som en stor framgång för sällskapet.  
Humlegårdsteatern var ett uppskattat inslag i stadens sommarliv.  Här karikerades de högtidliga föreställningarna på Operan: Thetis och Pelée blev till exempel Petis och Telée, och Acis och Galathea blev Casper och Dorotea. Parodierna skrevs ofta av Carl Israel Hallman.
Teaterlokalen ansågs dock vara av otillräcklig storlek, och framför allt var den för kall för att det skulle vara möjligt att använda den som teaterlokal under vintermånaderna, och Stenborgs teatersällskap fortsatte därför att söka efter en permanent teaterlokal. 
Teatern flyttade därifrån till Eriksbergsteatern och därifrån vidare till Stenborgs teater 1784. 
Rotundan var krog på 1840-talet, och revs 1877.